# Morsains
Morsains település Franciaországban, Marne megyében. Lakosainak száma 149 fő (2022. január 1.). Morsains Mécringes, Champguyon, Les Essarts-lès-Sézanne, Le Gault-Soigny, Rieux és Tréfols községekkel határos.

## Népesség
A település népességének változása:
| Lakosok száma | 121  | 75   | 82   | 104  | 125  | 129  | 133  | 136  | 141  | 149  |
|               | 1968 | 1982 | 1990 | 2006 | 2013 | 2015 | 2017 | 2019 | 2020 | 2022 |